# Erik III. Dánský
Erik III. Dánský (Erik III Lam) (asi 1120 – 27. srpen 1146) byl králem Dánska v letech 1137 až 1146. Jeho přízvisko Lam znamená jehně, což může odkazovat k tomu, že byl vnímán jako zbožný a štědrý, nebo k tomu, že byl viděn jako slabý král.

## Biografie

### Původ, mládí
Erik se narodil na ostrově Fyn. Jeho matkou byla princezna Ragnhilda, nemanželská dcera Erika I., otcem dánský šlechtic Haakon Sunnivasson.. Jako takový byl spřízněn s vládnoucími rody Dánska i Norska. Byl vnukem dánského krále Erika I. a synovcem dánského krále Erika II.

### Dánský král
Za válek mezi králi Nielsem Svenssonem a Erikem II. Pamětihodným se Erik postavil i se svým vojskem na stranu svého strýce Erika II. Když byl tento krutý a neoblíbený panovník v roce 1137 zavražděn, byl jeho nástupcem na dánském trůnu zvolen on sám. Po převzetí vlády však o trůn musel bojovat, když ve Skåne vypuklo povstání. V jeho čele stál Erikův bratranec Olaf Haraldsen, syn bratra Erika II. Haralda, jehož zavraždil Erik II. Boje s Olafem, který se prohlásil dánským králem (jako Olaf II.), trvaly od roku 1139. Během nich Olaf zabil biskupa z Roskilde, za což byl papežem Inocencem II. exkomunikován a ztratil v zemi podporu. Roku 1141 došlo na území středního Skåne poblíž Helsingborgu k bitvě, v níž byly zbytky Olafova vojska poraženy a on sám zahynul.
Soudobí kronikáři popisují Erika III. jak jako pasivního a nerozhodného muže, tak horlivého a odvážného bojovníka. Od počátku svého panování usiloval o zklidnění poměrů v zemi, proto podpořil snahu biskupa Eskila z Lundu (svého vzdáleného příbuzného) o znovuzřizení arcidiecéze v Lundu. Papež souhlasil a již roku 1139 přibyli do Lundu na synod provinciální biskupové z celé Skandinávie. Krom toho král Erik III. podporoval církevní reformy, jež zaváděl lundský arcibiskup, byl patronem vzniku prvních cisterciáckých klášterů v Dánsku (1144).

### Konec vlády, nástupce
Zřejmě hluboká religiozita králova byla v pozadí jeho rozhodnutí abdikovat z panovnického trůnu, jež naplnil v roce 1146, stav se tak jediným dánským králem v historii, jež přistoupil k touto kroku. Vstoupil do kláštera sv. Knuta v Odense, kde krátce nato, 27. srpna toho roku zemřel a kde je i pochován. Jiné důvody jeho abdikace jsou hledány buď v uvědomění si skutečnosti, že je neschopný vládnout, nebo v rozvinutí nemoci, která ho brzy poté zahubila.
O získání moci v zemi po jeho smrti bojovali Knut V., Valdemar I. a Sven III. V roce 1157 se trojice dohodla, že si Dánsko rozdělí na tři části, ale Sven se pokusil své dva rivaly během slavnosti zabít. Poté však byl Valdemarem I. poražen a po bitvě zabit. Valdemar se tedy stal jediným králem Dánska.

### Manželství
Erik se v roce 1144 oženil s Luitgardou ze Salzwedelu, sestrou brémského arcibuiskupa Hartwiga II. von Stade, což naznačuje rostoucí německý vliv v Dánsku. Manželství, z njž nevzešli žádní potomci, bylo roku 1146 anulováno. Erik však měl nemanželského syna Magnuse.